# Vinica, Severna Makedonija
Vinica je mesto na vzhodnem obrobju Kočanske doline v vzhodnem delu Severne Makedonije in je središče občine Vinica. Vinica je imela ob popisu prebivalstva iz leta 2002 10.863 prebivalcev.

## Zgodovina imena
Ime Vinica izhaja iz besede vino, saj je bilo območje Vinice v preteklosti prepoznavno po vinogradih in vinu. Na glinastih ikonah, ki so bile odkrite v viniški trdnjavi, je ime mesta zapisano kot Vinea ali Vince.

## Osnovne informacije
Mesto se nahaja v podnožju gore Plačkovica, v jugovzhodni Kočanski dolini. Zajema severni del korita reke Bregalnice. Skozi mesto tečejo tudi manjše reke, kot so Vinička, Gradečka in Osojnica. Vinica je širše poznana po zgodovinski rimski trdnjavi, ki se nahaja nad mestnim gričem, in glinastih zgodnjekrščanskih ikonah.

## Zgodovina
Območje Vinice je bilo naseljeno že v neolitiku, kar so pokazala izkopavanja na viniški trdnjavi in ostanki iz 12. do 6. stoletja pr. n. št. Sedanje naselje je bilo prvotno utrdba Bizantinskega cesarstva, v katerem je bila Vinica središče vinske proizvodnje. Pred začetkom večjih izkopavanj na viniški trdnjavi leta 1980 je bilo območje še vedno gosto obdano z vinskimi trtami, ki so se s časom opustile.

## Kultura
Vinica ima dve osnovni šoli, »Goce Delčev« in »Slavčo Stojmenski«, eno srednjo šolo in mestno knjižnico »Vančo Prke«, ustanovljeno leta 1946. Mesto ima kinodvorano, dve cerkvi in kulturni dom »Tošo Arsov«, ki je center vseh kulturnih prireditev. V Vinici sta dejavni dve glasbeni skupini, »Raspeani Viničani« in »Jana«, ter folklorna plesna skupina »Kitka«.
Mesto ima tudi veliko arheoloških znamenitosti, kot so:
- Vinica, srednjeveško naselje.
- Pazarište, rimsko naselje.
- Viniška trdnjava, utrdba iz antičnih časov.
- Gorica, naselje iz antičnih časov in zgodnjekrščanska bazilika.
- Ila, nekropola iz železne dobe.

## Prebivalstvo
Vinica po popisu prebivalstva iz leta 2002 šteje 10.863 ljudi, katerih narodnost je:
- Makedonci: 9.706 (89,84 %)
- Romi: 809 (7,49 %)
- Turki: 216 (1,99 %)
- Ostali: 132 (1,30 %)

## Šport in rekreacija
Med športnimi dejavnosti je na prvem mestu nogomet. Prvi nogometni klub v Vinici je bil ustanovljen leta 1934 pod imenom Plačkovica, klub se je kasneje imenoval Sloga Vinica, danes pa se imenuje Filip II - Sloga. Vinica ima tudi košarkarski klub Slavčo Stojmenski, karate klub Blatec in badmintonski klub Viničani. Mesto ima športno dvorano, nogometni stadion in mestno kopališče.

## Gospodarstvo
Ena večjih panog je kmetijstvo, prebivalstvo se ukvarja s pridobivanjem riža, ki je zelo značilna kultura za to kotlino. V mestu je dejavna tudi tekstilna in lesno pohištvena industrija. Med večjimi tovarnami so: Viničanka, Vinka, Treska, Triko in Mebel-Vi. Vinica ima veliko trgovin, mestno tržnico, gostišč, barov, nočni klub, in tri hotele.